# Patrisija Bredin
Patricia Bredin (Hal, 14. februar 1935 — 13. avgust 2023) bila je britanska glumica i pevačica. Ona je najpoznatija kao prvi predstavnik Ujedinjenog Kraljevstva na Evroviziji. Učestvovala je na takmičenju iz 1957. godine, održanom u Frankfurtu, i završilo na sedmom mjestu od deset pesama sa pjesmom "All", prvom ikada pevanom na engleskom jeziku na Evroviziji. Pesma je trajala 1:52, te je dugo vremena bila najkraća pesma u istoriji takmičenja. Međutim, ovaj rekord je srušen 2015. godine kada je Finska odabrala Perti Kurikan Nimipajvat da ih predstavlja u izdanju iz 2015. godine. Njihova pesma „Aina mun pitaa“ traje samo 1:27.
Ona je preuzela ulogu Moli, ostrvske devojke, u originalnom mjuziklu „Free as Air” 1957. Godine 1959. glumila je u britanskoj komediji „Left Right and centre” sa Ijanom Karmajklom. Sledeće godine imala je vodeću ulogu u još jednom filmu, avanturi „Treasure of Monte Cristo”, gdje je glumila sa Sidom Jamsom.
Godine 1964. udala se za pevača Ivora Emanuela, ali nisu imali dece i razveli se u roku od dve godine.
Kasnije se udala za kanadskog biznismena Čarlsa Makala i postala Patrisija Bredin-Makala, ali je on umro na medenom mesecu. Tada je napravila farmu krava na svom imanju i brinula se o njima skoro deset godina pre nego što su je finansijske komplikacije dovele do kraja njenog uzgajanja stoke. O tom periodu je kasnije objavila reminiscencije pod nazivom „My fling on the farm”.

## Spoljašnje veze
- Patricia Bredin на веб-сајту  (језик: енглески)